# Běloruské pojezeří

Běloruské pojezeří

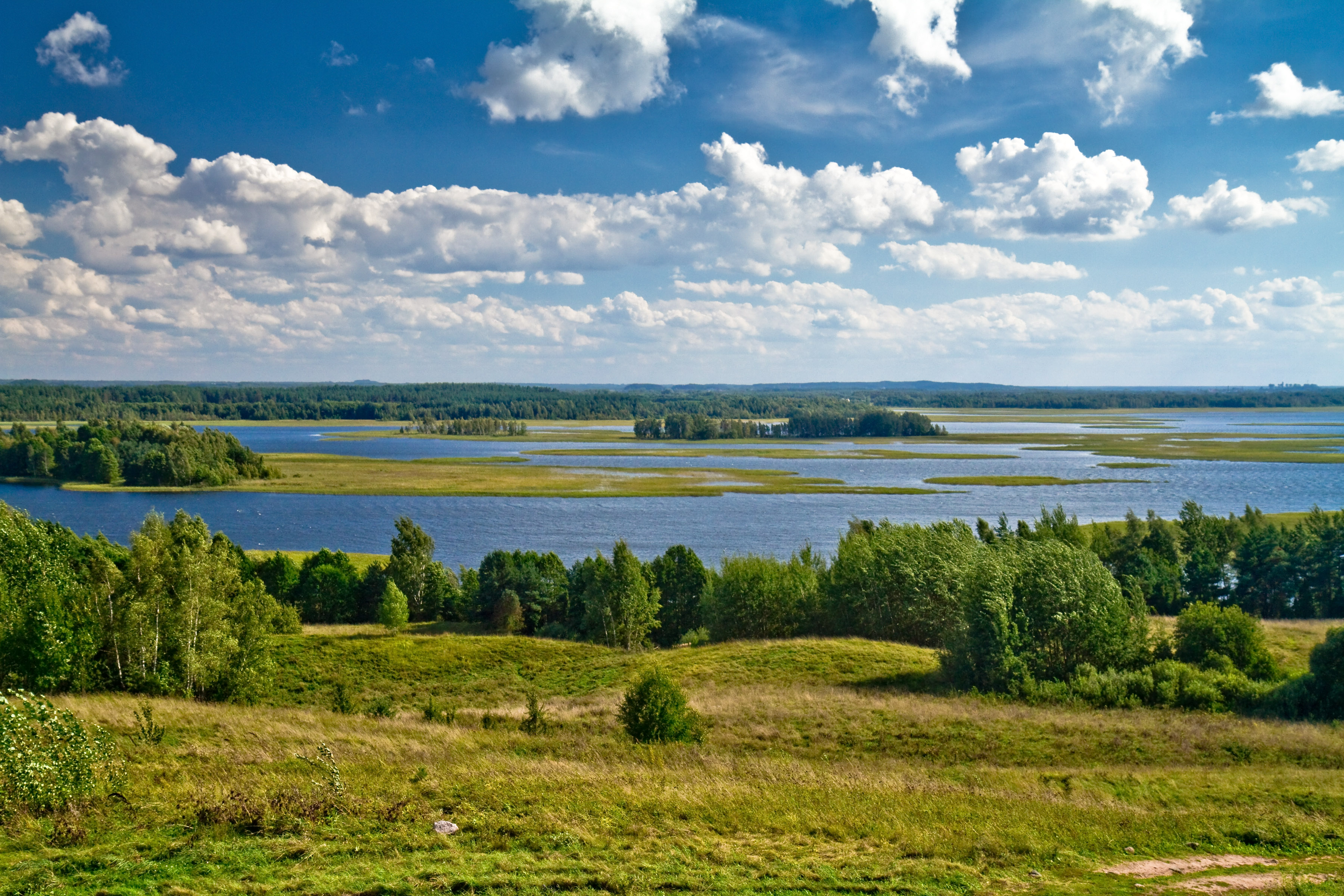
Jezero Strusta v okolí města Braslaŭ

Běloruské pojezeří (bělorusky Беларускае Паазер'е, rusky Белорусское Поозерье) nebo také Severní Bělorusko (bělorusko Паўночная Беларусь) je fyzicko-geografický rajón Bělorusko-Valdajské provincie. Leží na území Vitebské, na severovýchodě Hrodenské a na severu Minské oblasti. Jižní hranice leží na linii Vilnius – Maladzečna – Bjahoml – Chalopeničy – Arechaŭsk.

## Fyzicko-geografické rajóny Pojezeří
Fyzicko-geografické rajóny (podle Vasilije Aleksejeviče Dementěva) jsou následující: Něščardaŭská vysočina, Polacká nížina, Svjancjanská pahorkatina, Ušacko-Ljepělská vysočina, Čašnická rovina, Haradocká vysočina, Vitebská vysočina, Suražská nížina, Lučoská nížina, Věrchněbjarezinská nížina, Naračano-Vilejská nížina.
Někteří badatelé do Běloruského pojezeří zahrnují provincie Východního Pobaltí (Latgalská vysočina a Braslaŭská pahorkatina).

## Reliéf
Běloruské pojezeří se vyznačuje rozmanitým a mladý ledovcovým reliéfem. Velké pahorkaté morénové vysočiny s hlubokými kotlinami jezer se střídají s polovlnitými morénami a plochými konkávní jezerně-ledovcovými rovinami. Nachází se zde široce rozvinutý komplex ledovcových forem reliéfu: oblast ledového jazyka s úvaly a různorodými jezery, eskery, kamami, drumliny, oblast terminálních morén s valovým kopcovitým terénem, ledovcovými a jezerně-glaciálními nížinami.

## Tektonika Pojezeří
Běloruské pojezeří se nachází na pomezí velkých tektonických struktur: severního svahu Běloruská anteklízi v centru, Aršanské prolákliny na východě a Lotyšského sedla na severu a severozápadě. Na krystalickém fundamentu leží sedimentární horniny proterozoika a paleozoika z období ordoviku, siluru a devonu, které jsou přeryty překryty velkou vrstvou (přes 150 m) kvartárních sedimentů z bjarezinského, dněperského, sežského a pojezerního ledového období.

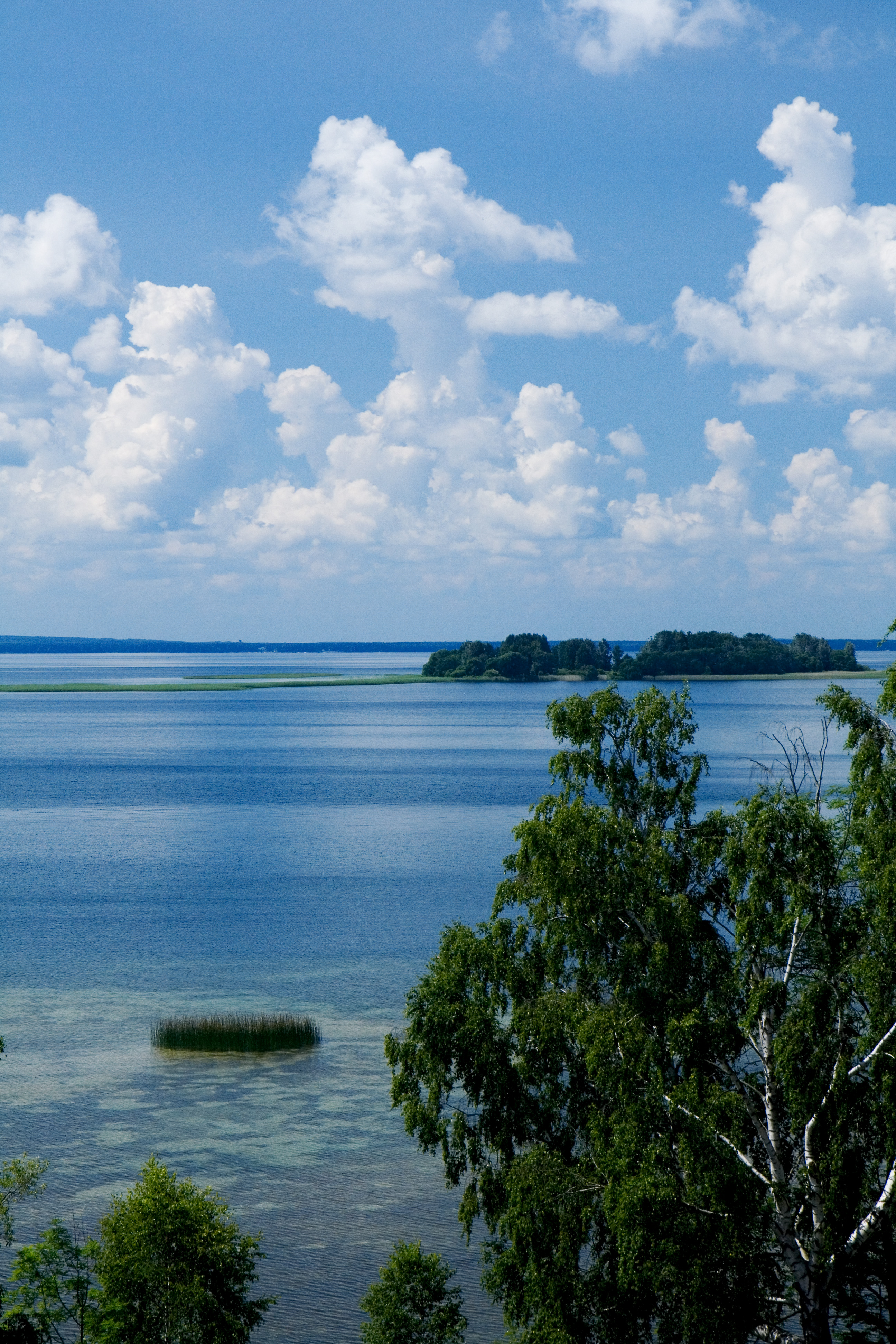
Jezero Narač

## Minerály
Na jeho území se nacházejí zásoby nízkotavitelného jílu, štěrkopísku, stavebního písku, dolomitu, rašeliny a sapropelu.

## Hydrogeafie
Největší řekou je Západní Dvina a se svými přítoky Obal, Palata, Drysa (pravý přítok), Lučosa, Ula, Ušača, Dysna (levý přítok). Na západě řeka Neris, na jihu Berezina, na severovýchodě pramení řeka Lovať. 
Nachází se zde přes 3 000 jezer, největší z nich jsou Narač, Asvějské jezero, Dryvjaty, Něščarda.

## Vegetace
Běloruské pojezeří se nachází v podoblasti s dubovými a jehličnatými lesy. Nejvíce zalesněny jsou písčité nížiny (50 %), kde jsou borovicové, často bažinaté lesy. V údolních morénových rovinách rostou smrkové a listnatě-smrčinové lesy. Jsou zde rozšířeny mikrofylné lesy složené z bříz, osik a olší. V bažinatých lesích je porost tvořen olšemi lepkavými a břízami pýřitými. Bažiny je nacházejí hlavně při horních tocích řek. 
Na teritoriu Běloruského pojezeří se nachází Berezinská biosférická rezervace a chráněná území Modrá jezera, Kozjanské lovecké území, Jelňa, Mezozjorní krajinné území.

## Půdy
Na území Svjancjanské a Braslaŭské pahorkatiny a Lukomlské, Vicebské a Haradocké vysočiny převažují drnově podzolové písčitohlinité balvanovité půdy, často podemleté ornicí. V nížinách jsou rozšířeny drnově podzolové hlinitopísčité a písčité půdy. Drnově bažinaté a rašelinité půdy leží ve starších jezerních kotlinách, mezigrjadových depresích a údolích řek; aluviální půdy se vyskytují v údolí Bereziny, Nerise a dalších.